# Ierchov
Ierchov (em russo:  Ершо́в) é uma cidade e o centro administrativo distrital do Raion Ierchovski, no Oblast de Saratov, na Rússia. Ela está localizada nas vertentes superiores do rio Mali Uzen, a 178 quilômetros a leste de Saratov, o centro administrativo do oblast. Sua população recente tem sido respectivamente: 21,448 (Censo 2010 - resultados preliminares);  23,848 (Censo 2002); 24,468 (Censo 1989).

## História
Ierchov fundada como um assentamento próximo à estação ferroviária de Ierchovo, que foi inaugurada em 1894 e recebeu o nome do engenheiro encarregado de construí-la. O estatuto de cidade foi concedido a Ierchovo em 1963, e nessa mesma época lhe foi dado o seu nome atual, Ierchov.

## Estatuto administrativo e municipal
No âmbito das divisões administrativas russas, Ierchov serve como o centro administrativo do distrito de Ierchovski, ao qual ela está subordinada. Como uma divisão municipal, a cidade de Ierchov, junto com quatro localidades rurais, é parte do distrito municipal de Ierchovski como o assentamento urbano de Ierchov.